# Ида фон Анхалт-Бернбург-Шаумбург-Хойм
Ида фон Анхалт-Бернбург-Шаумбург-Хойм (на немски: Ida Prinzessin von Anhalt-Bernburg-Schaumburg-Hoym; * 10 март 1804, дворец Шаумбург при Балдуинщайн; † 31 март 1828, Олденбург) от род Аскани, е принцеса от Анхалт-Бернбург-Шаумбург-Хойм и чрез женитба херцогиня на Холщайн-Готорп и наследствена принцеса на Олденбург.

## Биография
Тя е четвъртата и най-малка дъщеря на княз Виктор II Карл Фридрих фон Анхалт-Бернбург-Шаумбург-Хойм (1767 – 1812) и съпругата му Амалия Шарлота Вилхелмина Луиза фон Насау-Вайлбург (1776 – 1841), дъщеря на княз Карл Кристиан фон Насау-Вайлбург (1735 – 1788) и Каролина Оранска-Насау-Диц (1735 – 1788), внучка на английския крал Джордж II.
Ида се омъжва на 24 юни 1825 г. в дворец Шаумбург а.д. Лан за наследствения принц (от 28 май 1829 велик херцог) Паул Фридрих Август фон Олденбург (* 13 юли 1783; † 27 февруари 1853), син на херцог Петер Фридрих Лудвиг (1755 – 1829) и на принцеса Фридерика фон Вюртемберг (1765 – 1785). Той е вдовец на по-голямата и сестра Аделхайд (1800 – 1820).
Ида умира на 31 март 1828 г. на 24 години в Олденбург след три години брак. Нейният съпруг Август става след една година велик херцог и се жени трети път през 1831 г. за принцеса Цецилия Шведска (1807 – 1844).

## Деца
Ида фон Анхалт-Бернбург-Шаумбург-Хойм и Август фон Олденбург имат един син: 
- Николаус Фридрих Петер (* 7 август 1827, Олденбург; † 13 юни 1900, Растеде), велик херцог на Олденбург (1853 – 1900), женен на 10 февруари 1852 г. в Алтенбург за принцеса Елизабет фон Саксония-Алтенбург (* 26 март 1826; † 2 февруари 1896), дъщеря на херцог Йозеф фон Саксония-Алтенбург (1789 – 1868) и херцогиня Амалия фон Вюртемберг (1799 – 1848).